# Armando F. Leanza
Armando Federico Leanza (* 21. März 1919 in Buenos Aires; † 24. März 1975) war ein argentinischer Geologe und Paläontologe.
Leanza war ab 1943 als Paläontologe in der geologischen Landesaufnahme von Argentinien. Ab leitete dort ab 1969 die Suche nach Phosphat-Lagerstätten in den Provinzen Neuquén und Jujuy. Er schrieb Bücher über die regionale Geologie von Argentinien und ist durch Arbeiten über Ammoniten und Trilobiten in Argentinien bekannt. Er lehrte außerdem an den Universitäten in La Plata, Buenos Aires, Cordoba und Tucuman.
1962 war er Guggenheim Fellow.

## Schriften
- Ammonites del Jurásico superior y del Cretáceo inferior de la Sierra Azul, en parte meridional de la provincia de Mendoza. Anales del Museo de La Plata (N. S.), Nr. 1, 1945
- mit Christian Petersen: Elementos de Geología Aplicada. Ed. Nigar, Buenos Aires 1953
- mit Horacio Harrington: Ordovician Trilobites of Argentina. University of Kansas, Department of Geology, Special Publication 1, 1957, S. 1–276.
- Geología Regional Argentina. In: Leanza, La Argentina: Suma de Geografía. Band 1, Nr. 3, 1958, Ed. Peuser, Buenos Aires 1958, S. 217–349
- Geología Regional Argentina. Academia Nacional de Ciencias. Centenario de su Fundación. Córdoba 1972.